# Wapen van Beernem

Het huidige wapen van Beernem.

Het Wapen van Beernem is het heraldisch wapen van de West-Vlaamse gemeente Beernem. Het wapen werd op 12 april 1841, per koninklijk besluit, aan de gemeente toegekend en op 3 december 1987, per ministerieel besluit, herbevestigd.

## Geschiedenis
Men baseerde zich bij de aanvraag van het gemeentewapen begin 19e eeuw op een tegenzegel van de schepenbank van de heerlijkheid Walschen en parochie Beernem (SIGIL.HEERL.VAN.WALSCHEN.EN.KERCKE.VAN.BERNEM), waarvan een afdruk uit 1739 is bewaard te Brugge. Het gaat om een gevierendeeld wapenschild met een hartschild, waarvan men het derde kwartier overnam als gemeentewapen, namelijk drie gaande beren een schildhoofd, gepaald van zes stukken. De beren in het wapen lijken te wijzen op een sprekend wapen.

## Blazoen
Het eerste wapen had de volgende blazoenering:
Een blaeuw veld met dry gulden beeren, het bovenste met zilveren en roode strepen.— Koninklijk Besluit van 12 april 1841.
Het huidige wapen heeft de volgende blazoenering:
In lazuur drie beren van goud, een schildhoofd gepaald van zes stukken van zilver en van keel.— Ministerieel Besluit van 3 december 1987.